# 生きとし生けるもの (2017年の映画)
『生きとし生けるもの』（いきとしいけるもの）は、2017年に公開された日本のドキュメンタリー映画。監督は北海道在住、旭川市生まれの今津秀邦。ナレーションは俳優の津川雅彦。監修は旭山動物園元園長の小菅正夫である。初監督を務めた今津秀邦は、旭山動物園のポスター用写真の撮影などを担当する写真家。

## 概要
キャッチコピーは「いちど限りの、永遠。」
約5年の歳月をかけ、北海道に生息する野生動物の日常を映像に記録したドキュメンタリー映画。北海道の大自然の中で生きるキタキツネ、マガン、シロザケ、エゾヒグマ、エゾナキウサギなどの動物たちの姿を、臨場感溢れる映像で描いている。野生動物と自然界に存在するすべてのものがお互いを必要とし、自然の営みの中でそれぞれの命を全うする。動物たちのひたむきに生きる姿は、まるでドラマを演じる役者のようである。全編に台詞はなくナレーションは冒頭と最後の2か所のみである。「誘い人」である津川雅彦は、観客を北海道の大自然へと招く。

## キャスト
- 誘い人(ナレーション)：津川雅彦
- 北海道の動物たち

## スタッフ
- 監督：今津秀邦
- 監修：小菅正夫
- 製作：今津秀邦、伊藤友一
- 構成：多胡由章
- 音楽：小津雅邦
- 音響：石川秀幸
- 撮影：今津秀邦、大橋征継、小野田倫久、斎藤博之、野嶽次郎、野村真輝、南尚貴
- 美術：柴田沙央里
- 編集：村木恵里[5]

## 受賞歴
- 2017年度 第26回J.S.C.賞 『生きとし生けるもの』 今津秀邦[6]